# Зейналов, Зейнал Эйнал оглы
Зейнал Эйнал оглы Зейналов, русский вариант имени Зейнал Зейналович, вариант отчества Эйналович (12 декабря 1876 — 28 января 1935) — нефтяник, депутат Государственной думы II созыва от Бакинской губернии, позднее журналист.

## Биография

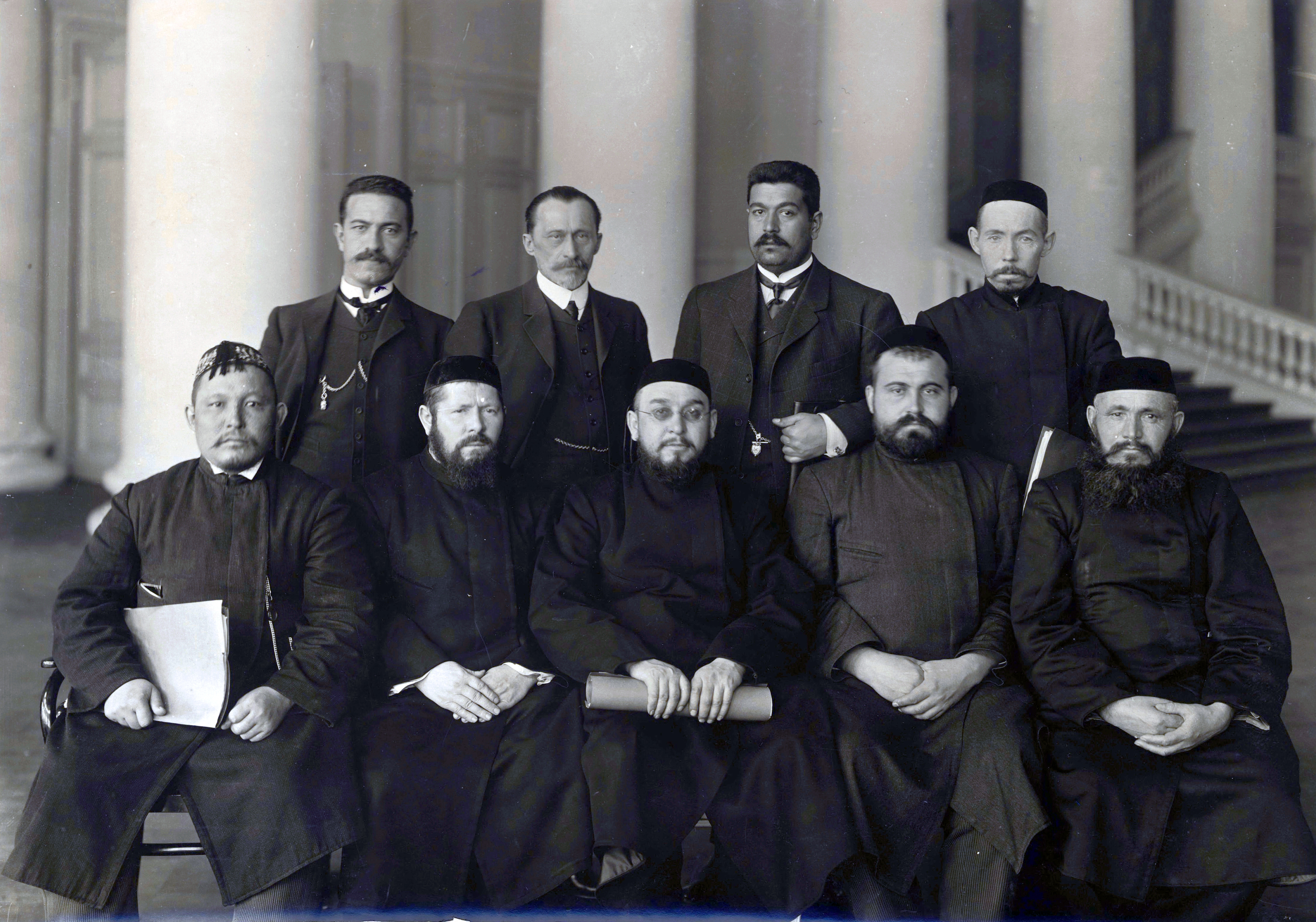
Группа депутатов Мусульманской фракции II Государственной Думы. Стоят: М. Махмудов, К. Тевкелев, З. Зейналов, Г. Бадамшин; сидят: Ш. Кощегулов, М. Хасанов, Х. Усманов, Х. Атласов, Г. Мусин

Талыш по национальности, мусульманин. Родом из крестьян села Амирджан Бакинского уезда Бакинской губернии. Имел начальное образование. Был токарем, машинистом, механиком на нефтяных промыслах Ротшильда в Балаханах (в окрестностях Баку). Позднее служил заведующим нефтяным промыслом, имел заработок до 4 тысяч рублей в год. В партиях не состоял, примыкал к народным социалистам и трудовикам.

6 февраля 1907 избран во Государственную думу II созыва от общего состава выборщиков Бакинского губернского избирательного собрания. Входил в Мусульманскую трудовую группу («Мусульман хезмят тейфасэ»). Член аграрной комиссии и комиссии по рабочему вопросу. Выступал по вопросу об образовании Комиссии о помощи безработным. Участвовал в издании газеты «Дума».

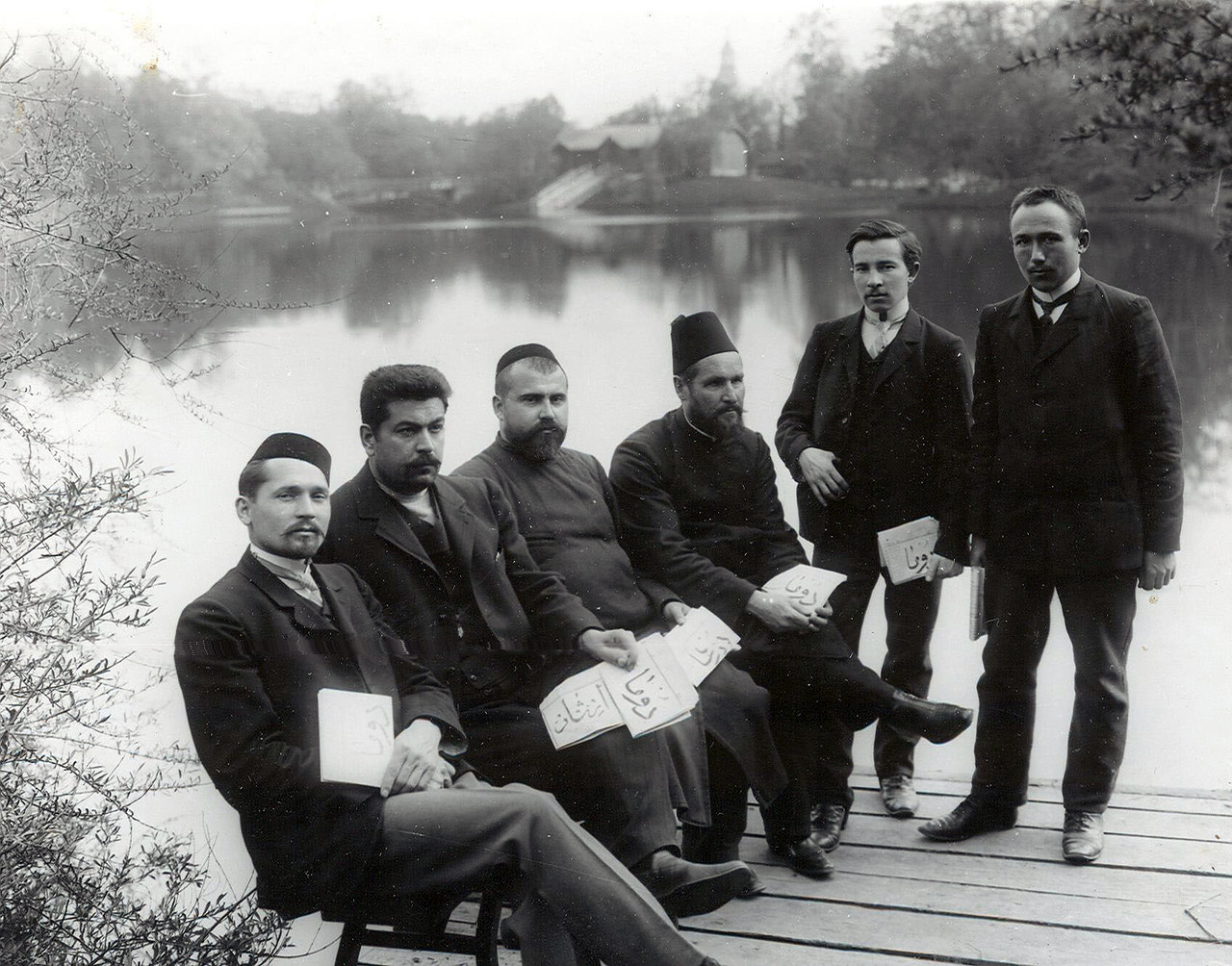
Мусульманская Трудовая группа: З. Э. Зейналов, 2-й слева.

С октября 1917 — журналист.